# Гипофосфит кальция
Гипофосфит кальция — неорганическое соединение, соль щелочноземельного металла кальция и фосфорноватистой кислоты с формулой Ca(PH2O2)2, светло-серые кристаллы, растворимые в воде.

## Получение
- Растворение белого фосфора в концентрированном растворе гашеной извести:

{\displaystyle {\mathsf {2P_{4}+3Ca(OH)_{2}+6H_{2}O\ {\xrightarrow {40-50^{o}C}}\ 3Ca(PH_{2}O_{2})_{2}+2PH_{3}\uparrow }}}
- Нейтрализация гашеной известью фосфорноватистой кислоты:

{\displaystyle {\mathsf {2H(PH_{2}O_{2})+Ca(OH)_{2}\ {\xrightarrow {}}\ Ca(PH_{2}O_{2})_{2}+2H_{2}O}}}

## Физические свойства
Гипофосфит кальция образует светло-серые кристаллы.
Растворяется в воде без гидролиза. Раствор имеет нейтральную реакцию.
Не растворяется в этаноле.

## Химические свойства
- При нагреванием разлагается на фосфонат кальция и фосфоновую кислоту:

{\displaystyle {\mathsf {3Ca(PH_{2}O_{2})_{2}\ {\xrightarrow {200^{o}C}}\ 3Ca(PHO_{3})+H_{2}(PHO_{3})+2PH_{3}\uparrow }}}
- Разлагается разбавленной серной кислотой:

{\displaystyle {\mathsf {Ca(PH_{2}O_{2})_{2}+H_{2}SO_{4}\ {\xrightarrow {}}\ CaSO_{4}\downarrow +2H(PH_{2}O_{2})}}}
- с горячей концентрированной серной кислотой реакция идёт иначе:

{\displaystyle {\mathsf {2Ca(PH_{2}O_{2})_{2}+H_{2}SO_{4}\ \xrightarrow {100^{o}C} \ CaSO_{4}\downarrow +Ca(H_{2}PO_{4})_{2}+2PH_{3}\uparrow }}}
- Разлагается гашеной известью:

{\displaystyle {\mathsf {Ca(PH_{2}O_{2})_{2}+2Ca(OH)_{2}\ {\xrightarrow {100^{o}C}}\ Ca_{3}(PO_{4})_{2}\downarrow +4H_{2}\uparrow }}}
- Разлагается карбонатом натрия:

{\displaystyle {\mathsf {Ca(PH_{2}O_{2})_{2}+Na_{2}CO_{3}\ \xrightarrow {} \ 2Na(PH_{2}O_{2})+CaCO_{3}\downarrow }}}
- Является восстановителем:

{\displaystyle {\mathsf {Ca(PH_{2}O_{2})_{2}+4AgNO_{3}+2H_{2}O\ \xrightarrow {} \ 4Ag\downarrow +2H_{2}(PHO_{3})+Ca(NO_{3})_{2}+2HNO_{3}}}}

## Применение
- Антиоксидант (предотвращает обесцвечивание алкидных смол при их получении);
- Стабилизатор ПВХ и полиуретанов;
- Реагент для фотометрического определения As(III) и Sb(III) и др.